# Rynkatorpa duodactyla
Rynkatorpa duodactyla är en sjögurkeart som först beskrevs av Clark 1907.  Rynkatorpa duodactyla ingår i släktet Rynkatorpa och familjen masksjögurkor. Inga underarter finns listade i Catalogue of Life.